# Heinz Hoyer
Heinz Hoyer (Elxleben, 18 giugno 1949) è un medaglista tedesco.

## Biografia

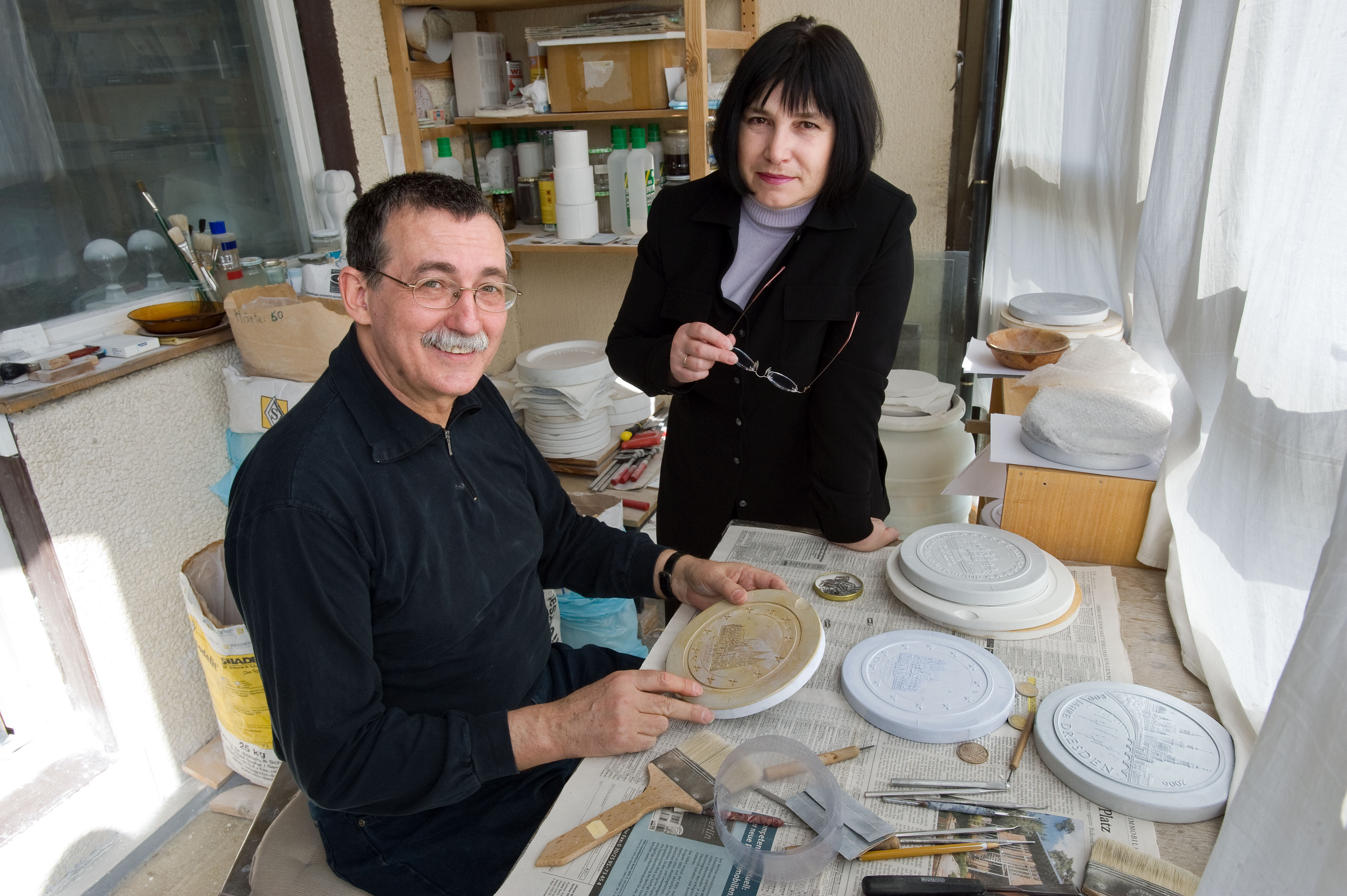
Heinz Hoyer con la moglie Sneschana Russewa-Hoyer nel loro laboratorio.

Nato in Turingia nell'anno della nascita della Repubblica Democratica Tedesca, dal 1980 collabora con la zecca della RDT di Berlino Est disegnando 13 medaglie commemorative di cui 12 con sua moglie e alcune monete di marco della RDT dal 1984.
Dopo la riunificazione tedesca nel 1990 continua a disegnare la Zecca della Germania unita e a disegnare le monete di marco tedesco.
Nel 1999 disegna le monete da 1 e 2 euro delle monete euro tedesche con la moglie Sneschana Russewa-Hoyer con l'aquila araldica.